# Sadabe
Sadabe é uma cidade e comuna de Madagascar, pertencente ao distrito de Manjakandriana, na região de Analamanga. Sua população, segundo o censo de 2001, era de 17 119 habitantes.